# Hærvejen
 Der er for få eller ingen kildehenvisninger i denne artikel, hvilket er et problem. Du kan hjælpe ved at angive troværdige kilder til de påstande, som fremføres i artiklen.

Hærvejen (tysk: Ochsenweg) er det moderne navn for det ene af de tre til fire gamle vejforløb på langs ad Jylland. Navnet stammer fra ca. 1930 og er af historikeren Hugo Matthiesen formentlig hentet fra et kort fra 1600-tallet, hvor den slesvigske del kaldes Hærvejen (Heerweeg). 

## Hærvejens historie
Vejen har flere navne, heriblandt Oksevejen, Sakservejen, Gammel Viborgvej, Studevejen, Adelvejen og Pilgrimvejen. De fleste af navnene siger noget om vejens anvendelse. Hærvejen var således anvendelig til at transportere en hær, og i det 11. århundrede skal en vendisk hær have trængt langt op i Jylland ad vejen. Af samme grund opførte beboerne omkring vejen fæstningsværker og diger, af hvilke der stadig kan findes nogle i nærheden af Hærvejen. Navne som Oksevejen og Studevejen hentyder til den handel, der foregik mellem Jylland og landene mod syd, idet kød var en af de vigtige varer, som danskerne kunne bytte med mere eksotiske varer sydfra. Det var mest rationelt at vente med at slagte dyrene, til de nåede frem til bestemmelsesstedet, og da en studedrift fra Danmark kunne fylde en hel del på vejen, var det vigtigt at denne var i nogenlunde farbar tilstand. Handelslivet medførte også oprettelsen af bosættelser, der udviklede sig til vigtige knudepunkter og administrative enheder som Viborg og Jelling
'Hærvejene' var tidligere tiders hovedfærdselsårer. Der er ikke tale om en enkelt, veldefineret vej, men om flere nord-sydgående vejforløb, der for nogles vedkommende kan have været i anvendelse på samme tid, men som har flyttet sig gennem tiderne. På de normale veje var broerne en flaskehals, så det særlige ved hærvejen var, at man kunne brede sig i flere spor, hvilket var nødvendigt ved studedrift og transport af en hær.
Vejens alder skønnes for nogle forløbs vedkommende at kunne føres op mod 4000 år tilbage (højanlæg, bebyggelser m.v), men skriftlige kilder findes først fra begyndelsen af middelalderen. Vejforløbets høje alder skyldes formentlig at det følger vandskellet langs den Jyske højderyg. Det giver den fordel, at der er forholdsvis få vandløb og mosedrag, som skal passeres.
Vejen har to til tre forløb fra Limfjorden
1. fra Aggersund / Aggersborg (Løgstør)
2. fra Farstrup
3. fra Lindholm (Aalborg til Viborg og derfra videre langs den Jyske højderyg over Nørre Snede, Randbøl (hvor den gamle vej til Ribe skiller sig fra), Vejen, Vojens, Rødekro og Flensborg.

Med skibsfartens fremskridt fik Hærvejen efterhånden konkurrence som transportvej af havnene ved fjordene på den østjyske kyst, og med jernbanens indførelse i midten af det 19. århundrede forsvandt grundlaget fuldstændig for at bruge Hærvejen som handelsrute. Den blev efterhånden stort set glemt, indtil historikerne omkring 1930 blev opmærksomme på den. Siden da er den blevet restaureret på flere strækninger, herunder flere af de gamle broer. Vejen bruges nu om dage først og fremmest af turister, især cyklister og vandrere. En af de nationale cykelruter følger Hærvejen.

## Seværdigheder langs Hærvejen
- Immervad Bro (stenbjælkebro)
- Hærulfstenen: En runesten fra cirka år 900 med indskriften Hærulfr (mandsnavn). Den er placeret i Rødekro Kommune.
- Urnehoved tingsted: I Rødekro Kommune lå i ældre tider Slesvigs Landsting, som var i brug fra ca. år 1074 og frem til 1523. Den nøjagtige placering er usikker, men det står fast, at tingstedet lå på denne egn og tæt op ad Oksevejen. Ifølge Saxo blev Erik Emune dræbt på Urnehoved i 1137.
- Povlsbro (stenbro med en bue)
- Gejlå Bro (stenbro med dobbeltbue)
- Jelling monumenterne (Kongernes Jelling)
- Frøslevlejren: Tysk interneringslejr i 1944 under besættelsen af Danmark
- Rebild Bakker: Kuperet hedelandskab i Rold Skov
- Viborg Domkirke

## Vandring på Hærvejen
I dag er Hærvejen en rekreativ rute for dem, der vil vandre eller cykle i historiske spor og samtidig opleve den jyske natur. Hærvejen har nu 638 km vandrerute og 454 km cykelrute. Ruterne løber igennem tre regioner og femten kommuner.
I starten af 1970'erne besluttede en række hjemmeværnsfolk at finde nye måder at være sammen på, og en gruppe herfra grundlagde foreningen Fodslaw. Foreningens formål er at "udbrede kendskabet til og fremme interessen for det danske land og dets natur, gennem tilrettelæggelse af vandreture, samt arrangere rejser til vandringer i indland og udland". Foreningens vigtigste aktivitet er den årligt tilbagevendende Hærvejsvandring fra Slesvig til Viborg. Turen tager syv dage og blev første gang afholdt i 1973. Hvert år deltager 300-500 vandrere i turen.
Foruden Fodslaw findes Hærvejsmarchen, en selvejende institution, der har til formål at fremme fysisk udfoldelse gennem afholdelse af en to-dages march omkring Viborg, til dels på Hærvejen. Institutionen er medlem og medstifter af International Marching League, som er en paraplyorganisation for flerdages-vandreture over det meste af verden.
I januar 2005 blev Foreningen Herberger langs Hærvejen stiftet med det formål at etablere og drive en række beskedne og billige overnatningsmuligheder for vandrere, pilgrimme, cyklister og langtursryttere på Hærvejen. Herbergerne etableres i bevaringsværdige gårde og bygninger og skal have åbent for overnattende gæster i sommersæsonen. Ideen til dette projekt har foreningens initiativtagere fået fra pilgrimsruten til Santiago de Compostela i Spanien, hvor sådanne herberger tilbyder de mange pilgrimme husly og eventuelt et måltid mad. Der er flere foreninger i Danmark, der arbejder på at fremme pilgrimsvandringer ad Hærvejen, med mulighed for forbindelse til både den norske pilgrimsrute til Nidarosdomen i Trondheim og de sydeuropæiske pilgrimsveje til Rom eller Santiago de Compostela. I foråret 2014 var der 12 herberger på hærvejen og ruten blev "genåbnet" i slutningen af maj måned.